# Vecchia Sinagoga

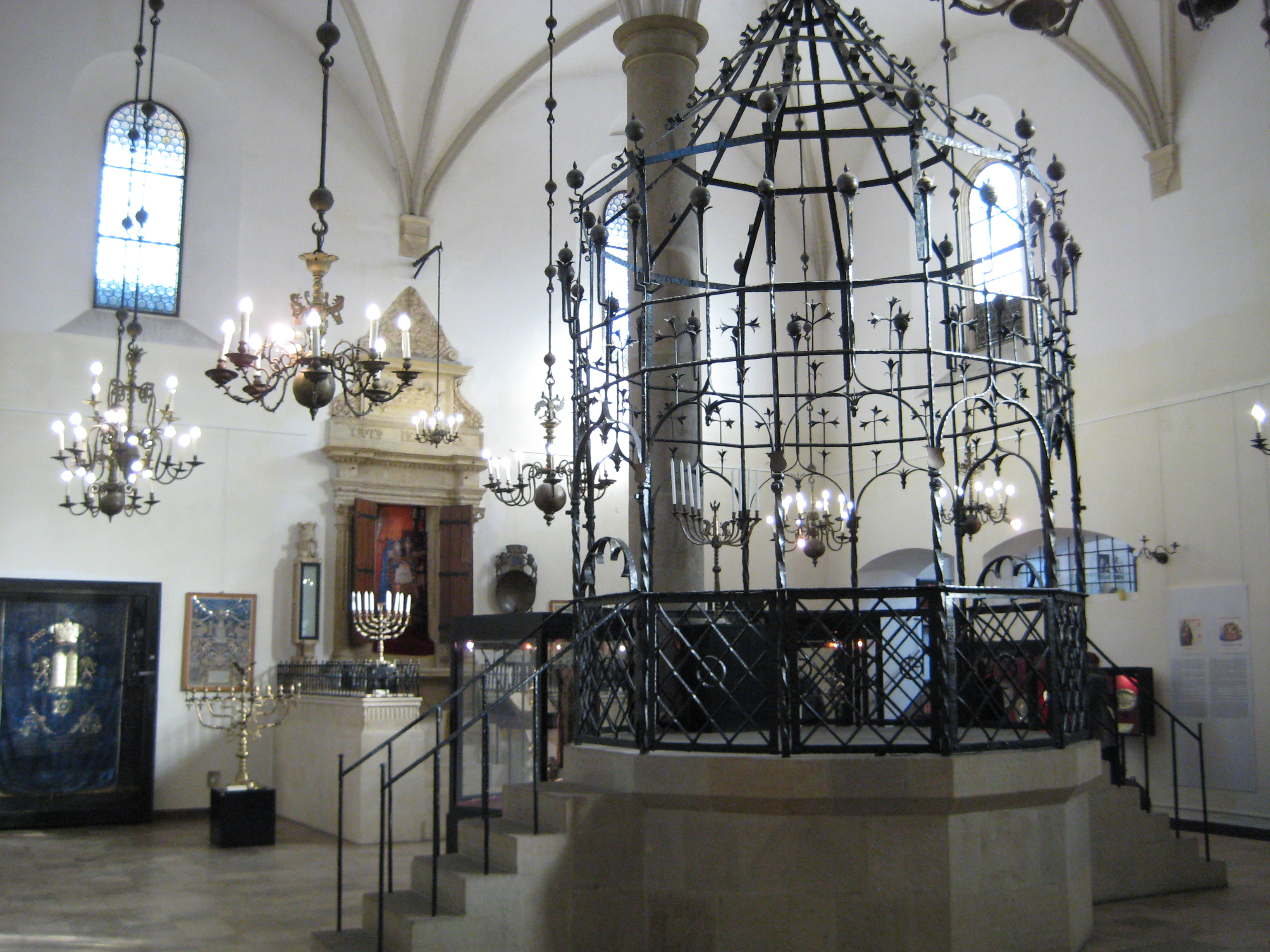
Interno della Vecchia Sinagoga

La Vecchia Sinagoga (in polacco Stara Synagoga) è una sinagoga di Cracovia ed è considerata una delle più antiche della Polonia e dell'Europa orientale.
La sinagoga si trova nel quartiere Kazimierz e fino al 1939 ha svolto il ruolo di tempio mentre adesso ospita un museo dedicato alla storia degli ebrei di Cracovia. Inizialmente la prima sinagoga aveva un'architettura gotica, ma dopo l'incendio del 1557 fu ricostruita in stile rinascimentale dall'architetto italiano Matteo Gucci.
La sinagoga è stata gravemente danneggiata durante l'occupazione nazista ed è stata ricostruita tra il 1955 e il 1957 rispettando il suo aspetto gotico-rinascimentale, che la rende uno dei più preziosi monumenti di architettura ebraica in Europa.

## Curiosità
- La Vecchia Sinagoga è la sinagoga più orientale d'Europa.